# Nephrolepis pendula
Nephrolepis pendula är en spjutbräkenväxtart som först beskrevs av Giuseppe Raddi, och fick sitt nu gällande namn av John Smith. Nephrolepis pendula ingår i släktet Nephrolepis och familjen Nephrolepidaceae. Inga underarter finns listade.